# Vivo d'Orcia
Vivo d'Orcia è una frazione del comune italiano di Castiglione d'Orcia, nella provincia di Siena, in Toscana.

## Geografia fisica
Ubicata alle pendici nord del monte Amiata a una quota media di 930 m s.l.m. è totalmente immersa fra i boschi di castagno e rappresenta il borgo più alto di tutto il comprensorio amiatino. Dai suoi territori, in particolare presso le sorgenti dell'Ermicciolo, sgorga il torrente Vivo, uno dei principali affluenti del fiume Orcia. Le sorgenti dell'Ermicciolo sono peraltro un'importante fonte idrica per gli acquedotti della Val di Chiana e di Siena.

## Storia
Ubicata alle falde del monte Amiata, possiede degli edifici religiosi risalenti all'XI secolo. A monte del borgo, 1100 m s.l.m., è situato un minuscolo romitorio intitolato a San Benedetto. Esso appartiene al Monastero del Vivo, fondato da San Romualdo nell'XI secolo ed un tempo abitato dai monaci Camaldolesi, che si trova a valle del borgo. I due manufatti sono tra loro collegati da un sentiero realizzato lungo il corso del fiume che scorre a valle della frazione. Lungo il percorso vi sono tracce di antiche installazioni industriali, quali cartiere e mulini ad acqua risalenti ai secoli scorsi, ormai abbandonate da tempo e ricoperte dalla folta vegetazione della zona.

## Monumenti e luoghi d'interesse
- Chiesa di San Marcello
- Monastero del Vivo
- Palazzo Cervini